# 希夫尔瓦勒
希夫尔瓦勒（法語：Chivres-Val，法語發音：[ʃivʁ val]）是法国上法蘭西大區埃纳省的一个市镇，属于苏瓦松区。

## 地理
希夫尔瓦勒（49°23'43"N, 3°26'7"E）面积5.54 平方千米，位于法国上法蘭西大區埃纳省，该省份为法国北部内陆省份，北起北部省，西接索姆省和瓦兹省，东临阿登省和马恩省，西南至塞纳-马恩省，东北部与比利时接壤。
与希夫尔瓦勒接壤的市镇（或旧市镇、城区）包括：比西勒隆、埃纳河畔塞勒、埃纳河畔孔代、埃纳河畔米西、楠特伊拉福斯、弗勒尼。

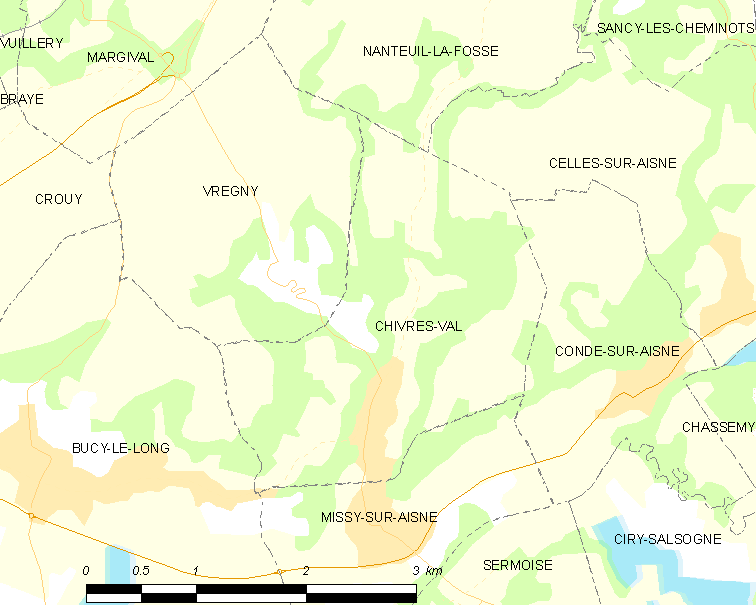
希夫尔瓦勒的OSM定位图

希夫尔瓦勒的时区为UTC+01:00、UTC+02:00（夏令时）。

## 行政
希夫尔瓦勒的邮政编码为02880，INSEE市镇编码为02190。

## 政治
希夫尔瓦勒所属的省级选区为塔德努瓦地区费尔县。

## 人口

1962-2008年间希夫尔瓦勒人口变化图示

希夫尔瓦勒于2022年1月1日时的人口数量为532人。